# 郷沢駅
郷沢駅（ごうさわえき）は、青森県東津軽郡蓬田村大字郷沢字浜田にある、東日本旅客鉄道（JR東日本）津軽線の駅である。

## 歴史
- 1959年（昭和34年）11月25日：日本国有鉄道の駅として開業[2][3]。
- 1987年（昭和62年）4月1日：国鉄分割民営化により、東日本旅客鉄道の駅となる[3]。
- 2019年（令和元年）6月1日：蟹田駅の業務委託化に伴い、管理駅が青森駅に変更。
- 2024年（令和6年）10月1日：えきねっとQチケのサービスを開始[1][4]。

## 駅構造
相対式ホーム2面2線を持つ地上駅である。互いのホームは構内踏切で連絡している。列車交換が可能な駅であるが、この交換設備は津軽海峡線開業のため設置された。青森駅管理の無人駅である。

### のりば
| ホーム | 路線    | 方向 | 行先           |
| ------ | ------- | ---- | -------------- |
| 入口側 | ■津軽線 | 上り | 青森方面       |
| 反対側 | ■津軽線 | 下り | 蟹田・三厩方面 |

※案内上の番線番号は設定されていない。

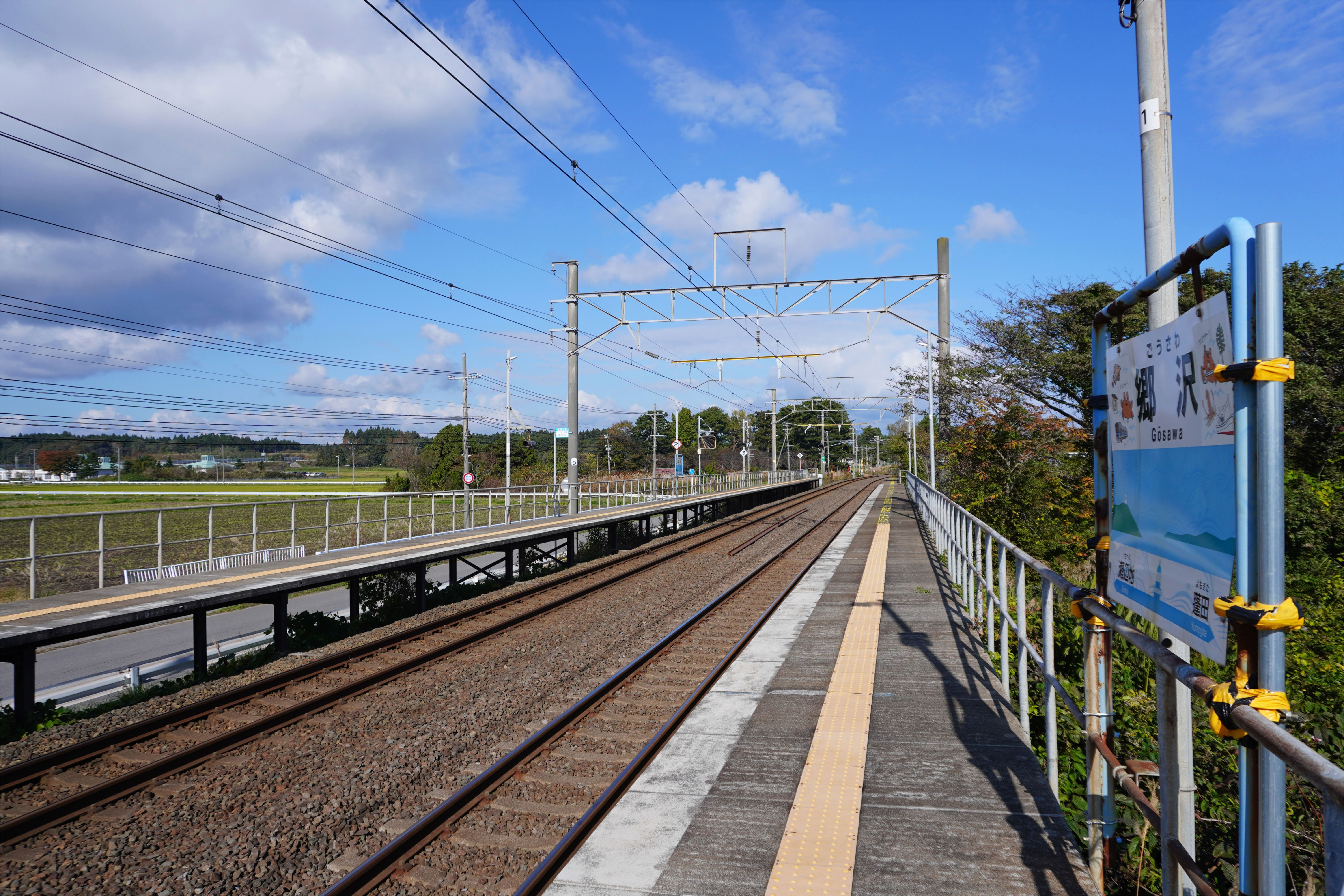
ホーム（2023年10月）
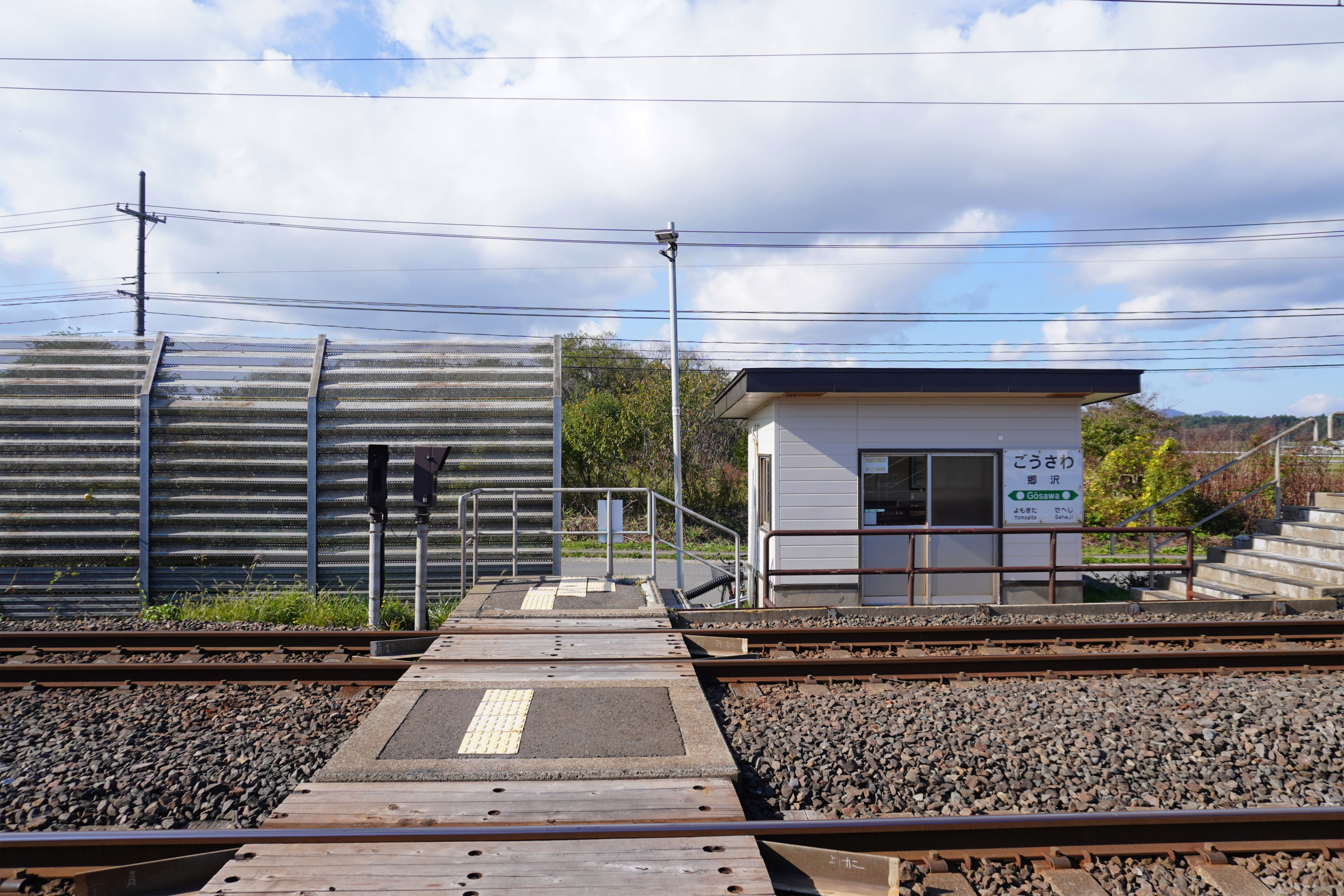
構内踏切（2023年10月）

## 駅周辺
駅西側には農地が広がる。
- 蓬田中学校
- 国道280号

## 隣の駅
東日本旅客鉄道（JR東日本）
■津軽線
蓬田駅 - 郷沢駅 - 瀬辺地駅